# Gimnastika na Poletnih olimpijskih igrah 1984
Gimnastika na Poletnih olimpijskih igrah 1984. Tekmovanja so potekala v osmih disciplinah za moške in šestih za ženske v športni gimnastiki ter prvič v eni disciplini za ženske v ritmični gimnastiki med 29. julijem in 11. avgustom 1984 v Los Angelesu. 

## Športna gimnastika

### Dobitniki medalj
| Disciplina          | Zlato                                                                                                 | Srebro                                                                              | Bron |
| Mnogoboj ekipno     | ZDA · Bart Conner · Timothy Daggett · Mitchell Gaylord · James Hartung · Scott Johnson · Peter Vidmar | Kitajska · Li Ning · Li Šiaoping · Li Juedžiu · Lou Jun · Tong Fei · Šu Žišiang     | Japonska · Kodži Gušiken · Noritoši Hirata · Nobujuki Kadžitani · Šindži Morisue · Kodži Sotomura · Kjodži Jamavaki |
| Mnogoboj posamično  | Kodži Gušiken (JPN)                                                                                   | Peter Vidmar (USA)                                                                  | Li Ning (CHN) |
| Parter              | Li Ning (CHN)                                                                                         | Lou Jun (CHN)                                                                       | Kodži Sotomura (JPN) · Philippe Vatuone (FRA)                                                                       |
| Konj z ročaji       | Li Ning (CHN) · Peter Vidmar (USA)                                                                    |                                                                                     | Timothy Daggett (USA)                                                                                               |
| Krogi               | Kodži Gušiken (JPN) · Li Ning (CHN)                                                                   |                                                                                     | Mitchell Gaylord (USA)                                                                                              |
| Preskok             | Lou Jun (CHN)                                                                                         | Mitchell Gaylord (USA) · Kodži Gušiken (JPN) · Šindži Morisue (JPN) · Li Ning (CHN) | |
| Enovišinska bradlja | Bart Conner (USA)                                                                                     | Nobujuki Kadžitani (JPN)                                                            | Mitchell Gaylord (USA)                                                                                              |
| Drog                | Šindži Morisue (JPN)                                                                                  | Tong Fei (CHN)                                                                      | Kodži Gušiken (JPN)                                                                                                 |

### Dobitnice medalj
| Disciplina          | Zlato | Srebro | Bron                                                                                |
| Mnogoboj ekipno     | Romunija · Lavinia Agache · Laura Cutina · Cristina Elena Grigoraş · Simona Păucă · Mihaela Stănuleţ · Ecaterina Szabo · Anca C. Zotta | ZDA · Pamela Bileck · Michelle Dusserre · Kathy Johnson · Julianne McNamara · Mary Lou Retton · Tracee Talavera | Kitajska · Čen Jongjan · Huang Šun · Ma Janhong · Vu Džiani · Žou Ping · Žou Šiurui |
| Mnogoboj posamično  | Mary Lou Retton (USA) | Ecaterina Szabo (ROU)                                                                                           | Simona Păucă (ROU)                                                                  |
| Preskok             | Ecaterina Szabo (ROU) | Mary Lou Retton (USA)                                                                                           | Lavinia Agache (ROU)                                                                |
| Dvovišinska bradlja | Ma Janhong (CHN) · Julianne McNamara (USA)                                                                                             | | Mary Lou Retton (USA)                                                               |
| Gred                | Simona Păucă (ROU) · Ecaterina Szabo (ROU)                                                                                             | | Kathy Johnson (USA)                                                                 |
| Parter              | Ecaterina Szabo (ROU) | Julianne McNamara (USA)                                                                                         | Mary Lou Retton (USA)                                                               |

## Ritmična gimnastika

### Dobitnice medalj
| Disciplina | Zlato           | Srebro                  | Bron               |
| Mnogoboj   | Lori Fung (CAN) | Doina Staiculescu (ROU) | Regina Weber (FRG) |

## Medalje po državah
| Poz | Država          | Zlato | Srebro | Bron | Skupaj |
| 1   | ZDA             | 5     | 5      | 6    | 16     |
| 2   | Kitajska        | 5     | 4      | 2    | 11     |
| 3   | Romunija        | 5     | 2      | 2    | 9      |
| 4   | Japonska        | 3     | 3      | 3    | 9      |
| 5   | Kanada          | 1     | 0      | 0    | 1      |
| 6   | Francija        | 0     | 0      | 1    | 1      |
| 6   | Zahodna Nemčija | 0     | 0      | 1    | 1      |